# La Déesse des petites victoires
Pour les articles homonymes, voir Petites victoires.
La Déesse des petites victoires est un roman de Yannick Grannec paru le 23 août 2012 aux éditions Anne Carrière et ayant reçu le prix des Libraires 2013. 

## Historique du roman
Ce livre, le premier roman de Yannick Grannec, graphiste et passionnée de mathématiques, fut écrit sur une durée de quatre ans. Le roman est retenu — avec Ils désertent de Thierry Beinstingel et Avant la chute de Fabrice Humbert — dans la dernière sélection du prix des Libraires dont il est récompensé le 18 mars 2013.

## Résumé
Adèle, vieille femme acariâtre, veuve de Kurt Gödel, se laisse convaincre à la fin de sa vie par Anna Roth, jeune documentaliste chargée de regrouper les archives du grand mathématicien à l'université de Princeton en 1980. Elle évoque pour elle leur vie commune qui commence par la rencontre improbable de la danseuse de cabaret qu'elle était dans la Vienne des années 1930 avec Kurt, le professeur de mathématiques surdoué, ami d'Einstein, que son équilibre mental fragile rendait inapte à la vie quotidienne et qu'elle épousa le 20 septembre 1938. Le dévouement total de l'épouse à son mari frappé par la folie et plusieurs fois interné s'inscrit dans une fresque du XXe siècle, des persécutions antisémites de l'Autriche nazie à l'Amérique vers laquelle ils ont fui en janvier 1940. Installés à Princeton, ils y connaîtront aussi la petitesse universitaire et le maccarthysme.

## Éditions
- Éditions Anne Carrière, 2012  (ISBN 978-2843376665), disponible sur Internet Archive
- Pocket no 15521, 2014  (ISBN 978-2266235686), disponible sur Internet Archive